# Þangbrandr
Þangbrandr (fl. X secolo) è stato un missionario inviato in Islanda dal re di Norvegia Óláfr Tryggvason per convertire al Cristianesimo gli abitanti.
Snorri Sturluson lo descrive così:
(Saga di re Olaf Trygvason (80))

## Origini
Le origini di Þangbrandr non sono certe. Secondo alcune fonti era il figlio di un altrimenti sconosciuto Vilbaldus, conte di Sassonia o di Brema. Ma si dice anche che fosse fiammingo. Potrebbe essere stato un aiutante del vescovo di Brema . In ogni caso, il suo sembra un nome di origine germanica e potrebbe derivare dall'alto tedesco antico *Dankbrant.

## Incontro con Óláfr
Il vescovo di Brema venne invitato in Inghilterra dal vescovo di Canterbury. Þangbrandr vi giunse con lui. In Inghilterra gli fu offerto uno scudo con dipinto un Cristo crocefisso. Quando tornarono in Sassonia, Óláfr era lì. Vide lo scudo di Þangbrandr e gli piacque molto. Il chierico glielo consegnò e il re promise di aiutarlo e proteggerlo se ne avesse avuto bisogno .

## Missione in Norvegia
Dopo aver combattuto assieme ad una donna con un uomo dell'imperatore, ed averlo ucciso, Þangbrandr fu obbligato a fuggire. Si unì a Óláfr in Inghilterra, che lo prese al proprio servizio. Quando Óláfr tornò in Norvegia, Þangbrandr fu incaricato di battezzare gli abitanti di Hordaland. Ben presto rimase senza soldi, ed iniziò a rapinare coloro che erano ancora pagani .

## Missione in Islanda
Come punizione, Óláfr lo mandò in Islanda, dove le missioni di Þorvaldr Kodránsson e di Stefnir Þórgilsson avevano fallito. 
La missione di Þangbrandr iniziò nel 997. Riuscì subito a convertire Sídu-Hallr Þorsteinsson. Viaggiò per tutto il paese, e molti altri importanti islandesi accettarono di essere battezzati o, perlomeno, di ricevere la prima signatio. Ma aveva molti più oppositori che seguaci. Le difficoltà che dovette affrontare vengono descritte nella Njáls saga in modo "vero, anche se probabilmente esagerato". Fu sfidato a duello da Þorkell, il quale lo sconfisse, anche se portava un crocefisso invece di uno scudo. Alcuni suoi nemici pagarono un mago per sbarazzarsi di lui. Il mago fece un sacrificio ed il terreno si aprì sotto i piedi di Þangbrandr. Il suo cavallo fu inghiottito, ma egli fuggì. Il sacerdote uccise lo scaldo Vetrliði Sumarliðason che aveva composto versi diffamatori (níð) su di lui. Uccise anche un altro scaldo, Þorvaldr veili, il quale aveva radunato un gruppo di persone per ucciderlo. Steinunn, madre di Hofgarða-Refr, gli parlò della loro antica religione, tenmtando di dimostrare la superiorità di Thor su Cristo ("Hai visto", disse, "come Thor ha sfidato Cristo ad un combattimento, e come egli non si sia degnato di combattere con Thor?"). Þangbrandr uccise quindi un berserkr. Fu infine messo fuorilegge a causa dei numerosi omicidi.
Dopo due anni in Islanda tornò  in Norvegia, spiegando il proprio fallimento:
(Saga di re Olaf Trygvason (91))
Quando Óláfr seppe queste cose, si arrabbiò e minacciò di ferire o uccidere tutti gli islandesi presenti in città in quel momento. Ma Gizurr il Bianco Teitsson e Hjalti Skeggjason, che erano stati convertiti da Þangbrandr, lo convinsero a  non farlo. Essi spiegarono che Þangbrandr aveva fallito perché aveva proceduto con violenza e assassinii e si offrirono volontari per insegnare il Cristianesimo agli islandesi. La conversione degli islandesi fu infine decisa nel successivo Althing (nel 999 o nel 1000).